# Стрелков, Сергей Павлович (учёный)
Сергей Павлович Стрелко́в (1905—1974) — профессор МГУ, заведующий кафедрой физического факультета МГУ.

## Биография
Родился 5 (18 сентября) 1905 года в селе Долгоруково (ныне Пензенская область) в семье учителей сельской школы. Поступил на физико-математический факультет МГУ (1927), но окончил уже, в связи с ликвидацией факультетско-кафедральной структуры, физическое отделение.
Работал на физфаке МГУ под руководством учёного Л. И. Мандельштама, дальнейшая работа связана с ЦАГИ имени Н. Е. Жуковского, и в МГУ имени М. В. Ломоносова в качестве профессора и заведующего кафедрой общей физики для мехмата. Научные достижения Стрелкова связаны с теорией колебаний, аэроупругости, решении задач обеспечения безопасности самолётов и ракет от опасных вибраций в полёте, в том числе флаттера.
Не прерывая связей с МГУ и ЦАГИ Стрелков приехал в Горький, где работал старшим научным сотрудником в НИИ радиофизики у А. А. Андронова (1938—1940). В 1940 году Стрелков переехал в город Жуковский (тогда посёлок Стаханово) на постоянную работу в ЦАГИ.
В начале Великой Отечественной войны Стрелков вместе с рядом учёных физического факультета МГУ был эвакуирован в Казань. Здесь они вели важные научно-исследовательские работы. Стрелков создал прибор, с помощью которого можно было, используя метод аналогий, изучать процессы, происходящие при обтекании крыла самолёта воздушным потоком. Нужно было найти способ испытания моделей самолётов и отдельных конструкций в аэродинамической трубе малых размеров – единственной такого рода трубе, действовавшей в то время в нашей стране. Для этой цели Стрелков разрабатывал, монтировал и отлаживал необходимые приборы, совершенствовал методику измерений. Летом 1942 года он представил работу «Автоколебания в аэродинамических трубах», за успешную защиту которой ему была присуждена учёная степень доктора физико-математических наук. Вернувшись в августе 1943 года из Казани в Москву, Стрелков продолжил исследования прочности и надёжности крыла самолёта.
Начиная с довоенных лет и до конца своих дней Стрелков активно участвовал в исследовательских теоретических и экспериментальных работах ЦАГИ по изучению сложных динамических явлений в условиях взаимодействия потока воздуха с конструкцией летательных аппаратов и наземных испытательных установок.
Большую научную работу Стрелков совмещал с активной преподавательской деятельностью. Его лекции, семинары по теории колебаний и общей физике пользовались заслуженной популярностью. Он сыграл огромную роль в становлении современного курса общей физики, читаемого в Московском университете. 
Задачник по общему курсу физики, одним из основных авторов которого был Стрелков, переиздавался много раз, а также был издан за рубежом. 
Стрелковым была создана научная школа по теории колебаний. Многие научные сотрудники МГУ и ЦАГИ стали его учениками, более 50 из которых стали кандидатами и докторами наук.

## Награды и премии
- орден Красной Звезды (16.09.1945)
- заслуженный деятель науки и техники РСФСР